# Подгорец (село)
Подгорец (болг. Подгорец) — село в Болгарии. Находится в Бургасской области, входит в общину Руен. Население составляет 349 человек (2022).

## Политическая ситуация
В местном кметстве Подгорец, в состав которого входит Подгорец, должность кмета (старосты) исполняет Мехмед Хасан Юсеин (Движение за права и свободы (ДПС)) по результатам выборов правления кметства.
Кмет (мэр) общины Руен — Дурхан Мехмед Мустафа (Движение за права и свободы (ДПС)) по результатам выборов в правление общины.